# 費氏小褐鱈
費氏小褐鱈，為輻鰭魚綱鱈形目稚鱈科的其中一種，分布於西印度洋Error海脊海域，深度可達415公尺，為深海魚類，體長可達30公分，棲息在底中層水域，生活習性不明。

## 扩展阅读
維基物種上的相關：費氏小褐鱈